# Сан-Лоренсо-де-Тормес
Сан-Лоренсо-де-Тормес (ісп. San Lorenzo de Tormes) — муніципалітет в Іспанії, у складі автономної спільноти Кастилія-і-Леон, у провінції Авіла. Населення — 59 осіб (2010).
Муніципалітет розташований на відстані близько 150 км на захід від Мадрида, 75 км на південний захід від Авіли.
На території муніципалітету розташовані такі населені пункти: (дані про населення за 2010 рік)
- Сан-Лоренсо-де-Тормес: 33 особи
- Вальєондо: 26 осіб

## Демографія
Динаміка населення (INE ):